# Sarići
Sarići (cyr. Сарићи) – wieś w Bośni i Hercegowinie, w Republice Serbskiej, w gminie Šipovo. W 2013 roku liczyła 1321 mieszkańców.